# C/1858 L1 (Donati)
La comète Donati (désignation officielle : C/1858 L1 et 1858 VI) est une comète à longue période nommée d'après son découvreur, l'astronome italien Giovanni Battista Donati, qui l'observe pour la première fois le 2 juin 1858. Après la Grande comète de 1811, c'est la plus brillante comète observée au XIXe siècle et la première comète à être photographiée.
Elle est passée au plus près de la Terre le 10 octobre 1858 ; son prochain passage au périhélie est prévu dans la deuxième moitié du IVe millénaire.

## Découverte et observation

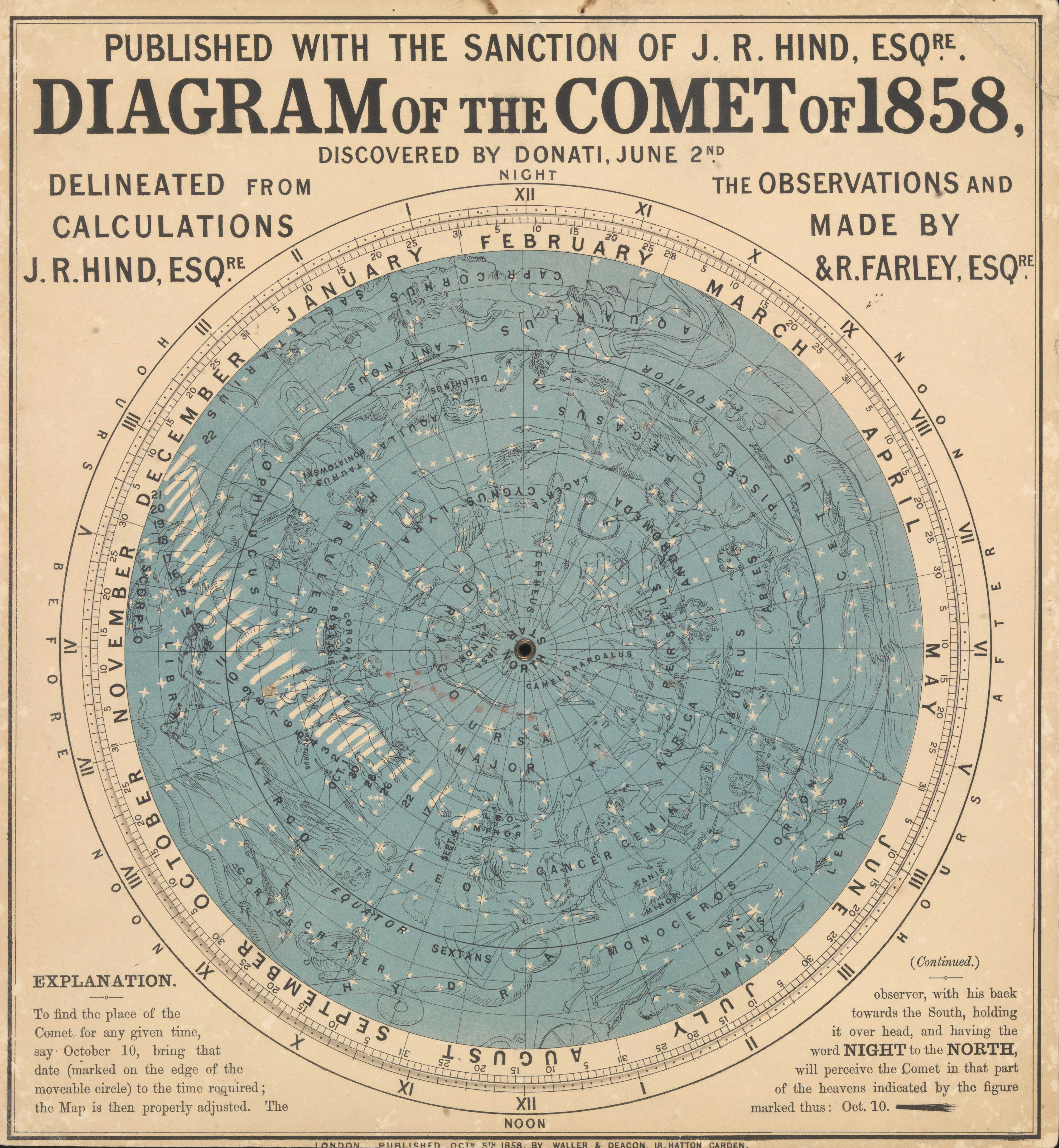
Diagramme pour localiser la comète, imprimé 5 jours avant son rapprochement maximal.

C'est à l'observatoire de Florence, le 2 juin, c'est-à-dire près de trois mois avant sa visibilité à l'œil nu, que la comète est découverte par Giovanni Battista Donati, directeur de l'observatoire de cette ville, sous l'aspect d'une faible nébulosité de forme circulaire dans la constellation du Lion. Il donne les éléments paraboliques de cette comète qui ont permis de la suivre jusqu'à ce qu'elle apparaisse à l'œil nu dans les premiers jours de septembre. Le 5 octobre, on a vu la queue de la comète Donati passer à côté de l'étoile brillante Arcturus.
La comète est photographiée le 27 septembre par le peintre et photographe britannique William Usherwood (mais la plaque d'origine et les tirages sont perdus) et le 3 juin par l'astronome américain William Cranch Bond à l'observatoire de l'université Harvard.

## En art et littérature
La comète Donati, à la queue gracieusement incurvée qui s'étendait sur près de 40 degrés dans le ciel, a eu un grand impact visuel et a inspiré des œuvres picturales et poétiques, ainsi que des textes satiriques, notamment en Grande-Bretagne et en France.
Elle a inspiré des peintres britanniques, comme William Turner of Oxford qui la peint à l'aquarelle en 1858 ou 1859 ; dans un tableau de William Dyce, A Recollection of October 5th, 1858, elle apparaît comme une rayure et une étoile dans le ciel d'un début de soirée.

## Galerie

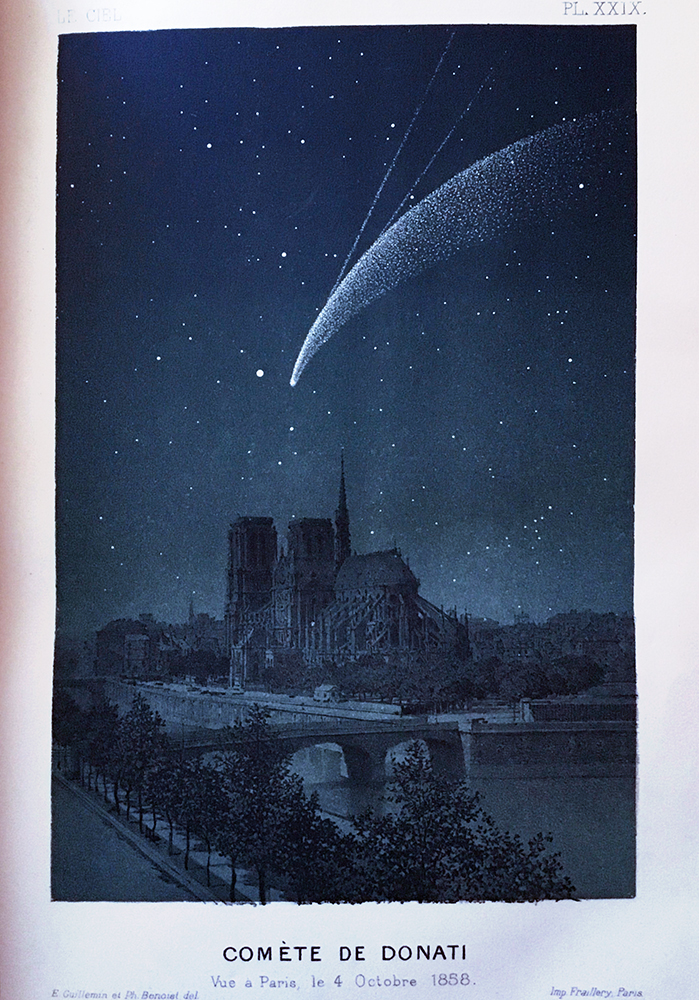
La comète Donati au-dessus de la cathédrale Notre-Dame à Paris le 4 octobre 1858. Gravure en couleurs dans : Amédée Guillemin, Le Ciel. Notions d’astronomie à l’usage des gens du monde et de la jeunesse, Paris, Hachette, 1877[6].
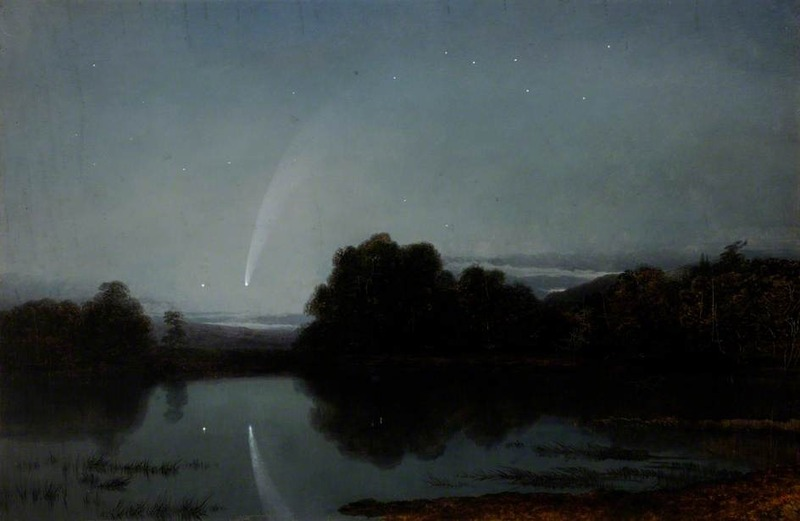
James Poole, Donati's Comet, huile sur toile, 1858, musée de Sheffield.
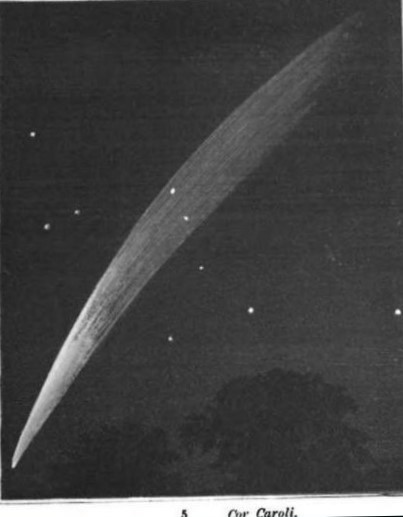
Mary Ward, "The Comet Donati on Sept. 30th. 1858, at 7.30 p.m." dans Telescope teachings. A familiar sketch of astronomical discovery, Londres, Groombridge and Sons, 1859, fig. 5.
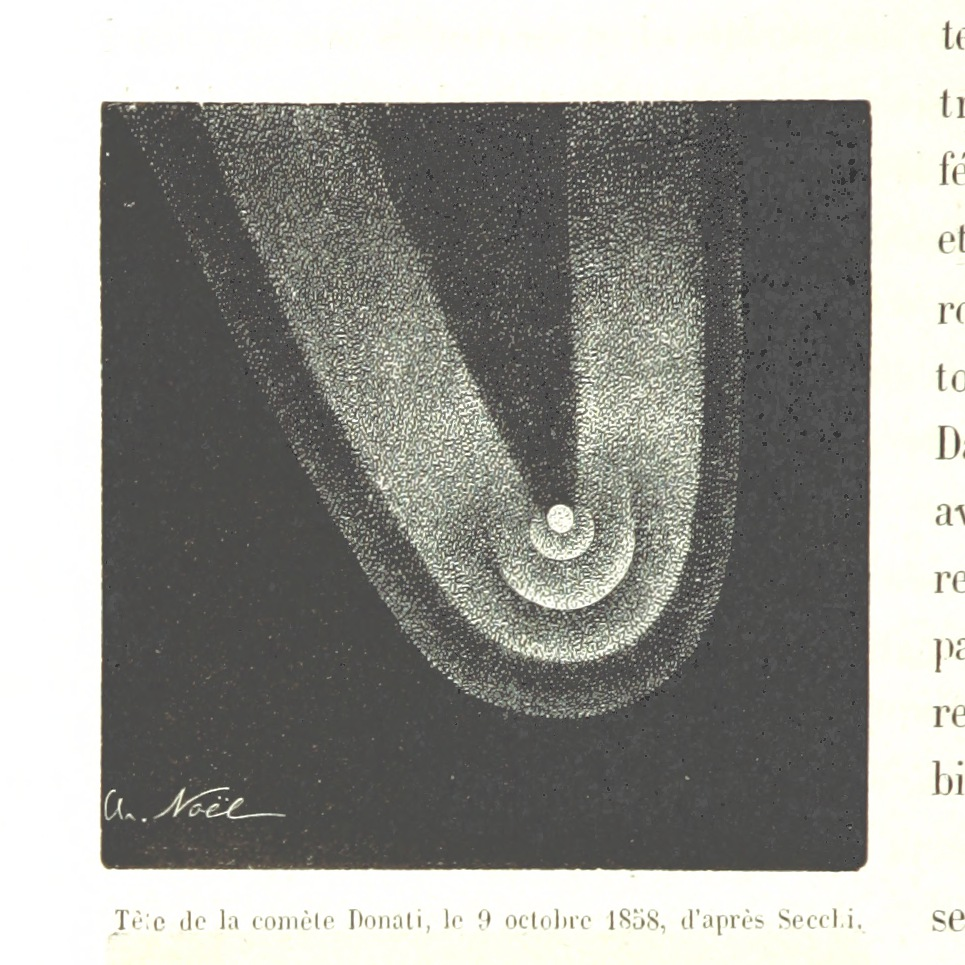
Emmanuel Liais, "Tête de la comète Donati le 9 octobre 1858", dans : L’espace céleste et la nature tropicale. Description physique de l’univers d’après des observations personnelles faites dans les deux hémisphères, Paris, Garnier frères, 1865, p. 204.
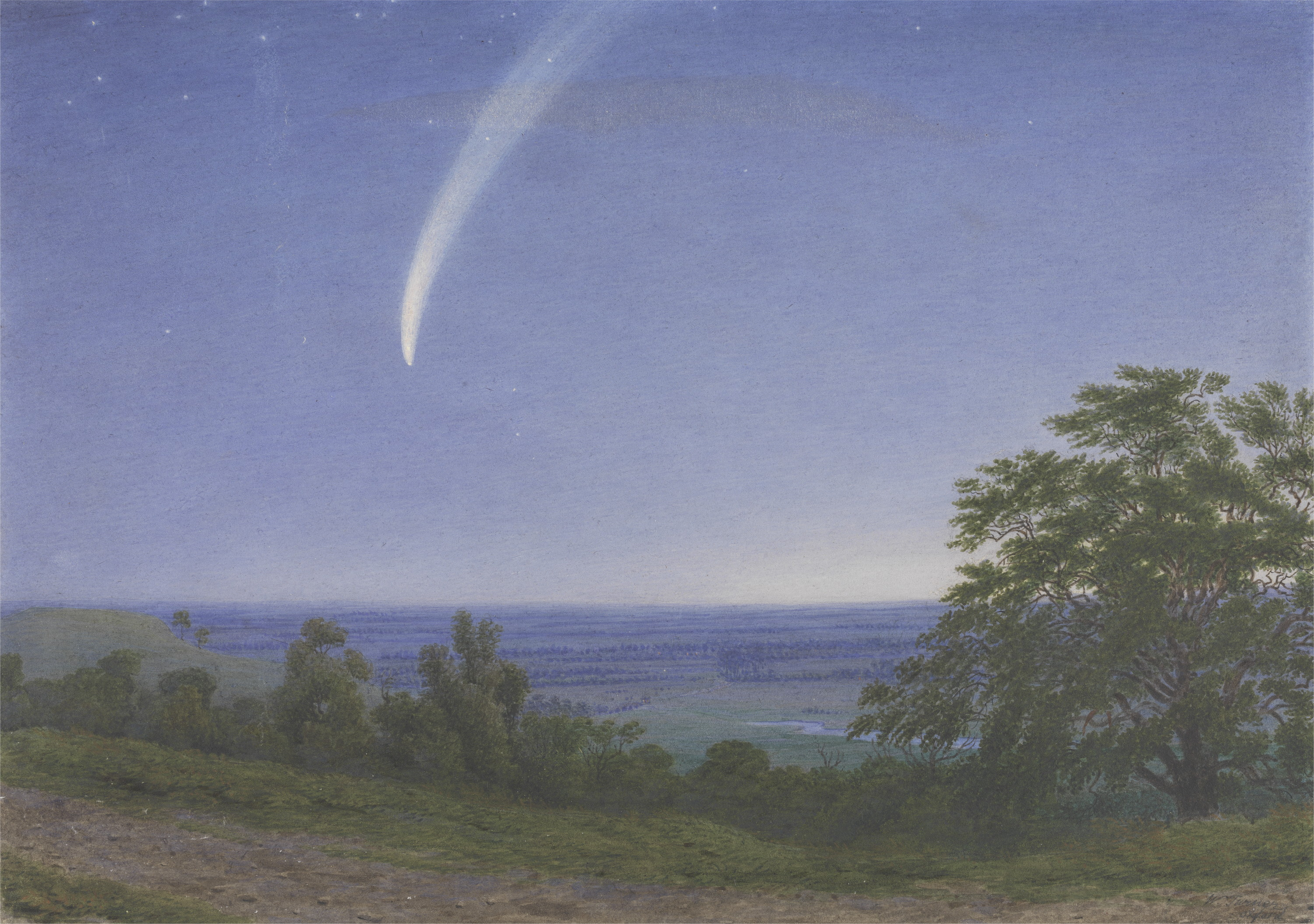
William Turner of Oxford, Donati's Comet, aquarelle, 1859, Centre d'art britannique de Yale.